# Ferreiros (Monterroso)
Ferreiros (llamada oficialmente San Cibrao dos Ferreiros) es una parroquia y una aldea española del municipio de Monterroso, en la provincia de Lugo, Galicia.

## Otras denominaciones
La parroquia también es conocida por los nombres de San Cibrao de Ferreiros y San Ciprián de Ferreiros.

## Organización territorial
La parroquia está formada por tres entidades de población:
- Os Ferreiros
- Sindín (Sendín)
- Traslama (Traslama dos Ferreiros)

## Demografía

### Parroquia
| Gráfica de evolución demográfica de Ferreiros (parroquia) entre 2000 y 2020 |
|                                                                             |
| Datos según el nomenclátor publicado por el INE.                            |

### Aldea
| Gráfica de evolución demográfica de Os Ferreiros (aldea) entre 2000 y 2020 |
|                                                                            |
| Datos según el nomenclátor publicado por el INE.                           |